# NGC 6603
NGC 6603 é um aglomerado estelar aberto na direção da constelação de Sagittarius. Foi descoberto pelo astrônomo inglês John Herschel em 1830. Devido a sua moderada magnitude aparente (+11,1), pode ser visto mesmo com pequenos telescópios amadores ou equipamentos maiores. Está na mesma região da abóbada celeste que a Nuvem Estelar de Sagitário (Messier 24) e historicamente é frequentemente confundido com a própria nuvem estelar.